# Sampaiosia crulsi
Sampaiosia crulsi is een spinnensoort in de taxonomische indeling van de jachtkrabspinnen (Sparassidae).
Het dier behoort tot het geslacht Sampaiosia. De wetenschappelijke naam van de soort werd voor het eerst geldig gepubliceerd in 1930 door Cândido Firmino de Mello-Leitão.